# 課程
教程是一個精心設計的教學計劃，藉以向學生傳授社會認為重要的學識及傳統的價值觀。課程不限於課堂內，亦可以包含課堂以外的非規範學習。
广义地讲，课程是学习者从无知通过学习而得知的过程。学习课程的可能是有意安排或者偶然发生的，也可能是美好的或是痛苦的。英语中有“给某人上了一课”（teach someone a lesson）的说法，意思是说由于他/她所犯下的错误而导致批评或者惩罚，以保证以后不会重复同样的错误，而中文则有“吃一堑，长一智”的说法与之对应。

## 经典课程一览
- 語言
  - 英语
  - 普通話
  - 粵語（中國廣東、澳門、香港等地区）
- 人文學科
  - 文學
  - 歷史
  - 哲學
  - 地理
- 艺术
  - 音乐
  - 绘画
  - 戲劇
- 社會科學
  - 經濟
  - 政治
  - 心理學
- 数学
  - 代数
    - 初等代数
    - 高等代数

  - 几何
    - 平面几何
    - 立体几何
    - 解析几何
- 物理
  - 力学
  - 光学
  - 热学
  - 电学
- 化学
  - 有机化学
  - 无机化学
- 生物
  - 植物
  - 动物
  - 生理卫生
- 体育
  - 球类
  - 田径
  - 水上运动